# Liste von Bunkeranlagen in Neuss
Die Bunker in Neuss sind hauptsächlich Luftschutzbunker aus der Zeit des Nationalsozialismus. Es handelt sich um einige Hochbunker, die meisten sind Splittergraben, umgangssprachlich Tiefbunker. Insgesamt geht man von einer Gesamtzahl von 100 Bunkern aus. 40 von ihnen befinden sich im Besitz der Stadt. Einige Bunker in Neuss in der Raketenstation Hombroich stammen aus der Zeit des Kalten Krieges.

## Liste
- Hochbunker am Berghäuschensweg, 370 m² Nutzfläche, Besitzer: Stadt Neuss. Von einem Verkauf an den Motorradclub Hells Angels wurde Abstand genommen, 2014 war ein Abriss für eine Ausweitung des benachbarten Edeka-Marktes oder eine Nutzung als Wohnraum im Gespräch[3]
- Bunker Ecke Gielenstraße/Adolf-Flecken-Straße, bemalt vom 4. bis zum 16. September 2000.
  - Unweit des Neusser Hauptbahnhofs ist ein Hochbunker erhalten geblieben. Die viergeschossige Anlage wurde 1941 im Rahmen der 1. Welle des so genannten „Führer Sofortprogramms“ für rund 660.000 Reichsmark errichtet. Während des Zweiten Weltkriegs fanden ca. 1.300 Personen in dem Gebäude einen bombensicheren Schutzplatz. Direkt nach dem Krieg wurde der Bunker zum Notquartier für Obdachlose und Menschen die aus den ehemaligen Ostgebieten, sowie der DDR nach Neuss flüchteten. Da ca. 30 % der Wohngebäude durch Kriegseinwirkungen zerstört oder schwer beschädigt wurden, war die Wohnungsnot hier besonders groß. Der Zuzug von mehreren tausend Flüchtlingen verschärfte diese Situation zusätzlich. Der Verein Luftschutzanlagen Rhein Kreis Neuss hat den Bunker an der heutigen Adolf-Flecken-Straße gemeinsam mit einem Zeitzeugen besucht. Im Mai 1949 kam er aus seiner Ostpreußischen Heimat nach Neuss und zog mit seinen Eltern und seiner Schwester in den Hochbunker ein. Dort bekamen sie zwei 6,8 m² große Kammer zugewiesen. Einen Tisch und Stühle gab es genau so wenig wie Türen und Fenster, Matratzen waren die einzige Ausstattung. Das Deutsche Rote Kreuz war ebenfalls dort untergebracht, weshalb die Schwestern rund um die Uhr zur Stelle waren und den Bunker-Bewohnern mit Rat und Tat zur Seite standen. Obwohl der Vater Arbeit hatte, konnte die Familie erst im November 1951 eine eigene Wohnung beziehen. So haben sie rund 2 ½ Jahre, ohne Fenster und Privatsphäre in dem Hochbunker gelebt. Erst Mitte der 50er Jahre wurde die Notunterkunft endgültig geschlossen. Ende der 80er Jahre baute die Stadt Neuss den Hochbunker aus dem Zweiten Weltkrieg zu einem Atomschutzbunker um. Dafür wurden die Trennwende der Kammern entfernt und die Toiletten erneuert. Zusätzlich erhielt der Bunker neue Drucktüren und eine Filteranlage, die Frischluft durch einen großen Sandfilter ansaugte. Bedingt durch die Umbaumaßnahmen und die neuen Anforderungen bot der Atombunker nur noch Platz für 700 Personen.[4]

- Stadtpark Neuss
- Fontanestraße, im Bereich des abgerissenen Finanzamts, zwischenzeitlich als Proberaum genutzt.[5]
- Bunker Grüner Weg[6]
- Bunker Bergheimer Straße, Reuschenberg.[7][8]
- Kaiser-Friedrich-Straße, 3 Anlagen[9]
- Venloer Straße[9][10]
- Bahnhof Norf[9]
- Stüttgen[9]